# عباس أباد (فهرج)
عباس أباد (بالفارسية: عباس‌آباد) هي قرية تقع في ناحية نغين كوير في إيران.